# CCR3
C-C-Chemokinrezeptor Typ 3 (CCR3) ist ein Oberflächenprotein aus der Gruppe der Chemokinrezeptoren.

## Eigenschaften
CCR3 ist ein G-Protein-gekoppelter Rezeptor und wird von eosinophilen Zellen und in sehr geringen Mengen auch von Neutrophilen und Monozyten gebildet. Er bindet Chemokine vom C-C-Typ, darunter Eotaxin, Eotaxin-3, MCP-3, MCP-4, RANTES und MIP-1 delta. Nach Aktivierung steigt die intrazelluläre Konzentration an Calciumionen. Bei einer HIV1-Infektion ist CCR3 ein alternativer Korezeptor mit CD4. Eine Überexpression von CCR3 in Epithelzellen des Darms ist typisch bei einer ulzerativen Colitis. CCR3 besitzt Disulfidbrücken.